# Government Arts College de Kumbakonam

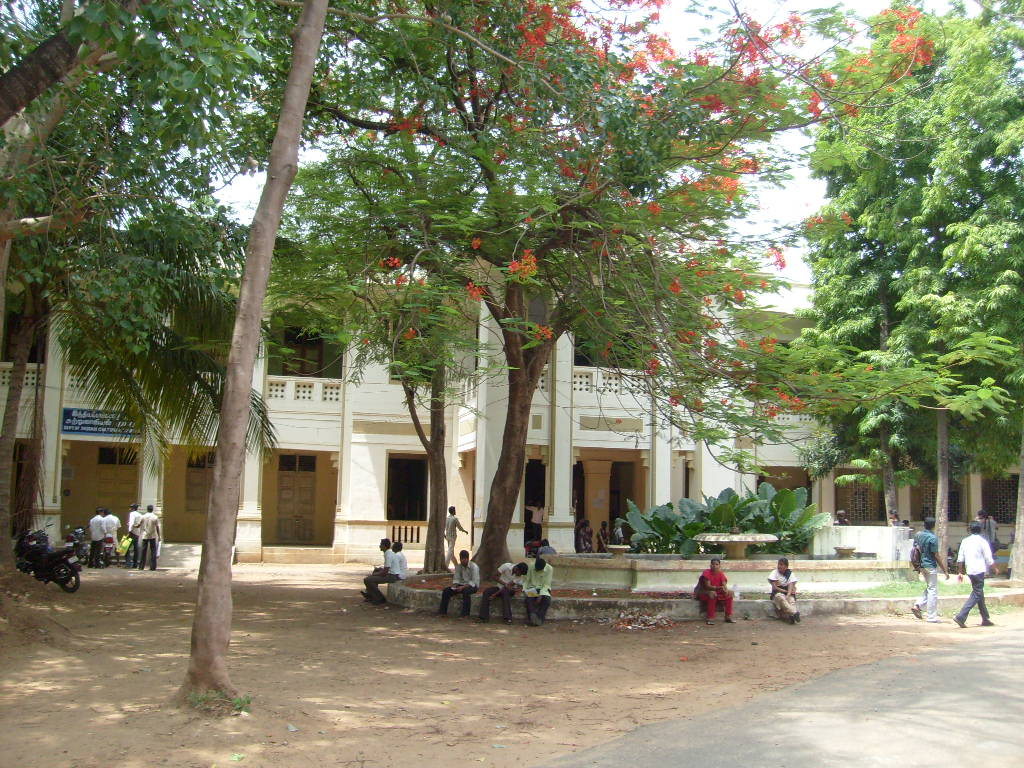
Bâtiment principal du college.

Le Government Arts College, auparavant connu comme Government Arts College for Men, est un établissement d'enseignement supérieur de la ville de Kumbakonam dans le Tamil Nadu, une province de l'Inde. C'est l'un des plus anciens et des plus prestigieux établissements d'éducation de la présidence de Madras.

## Historique

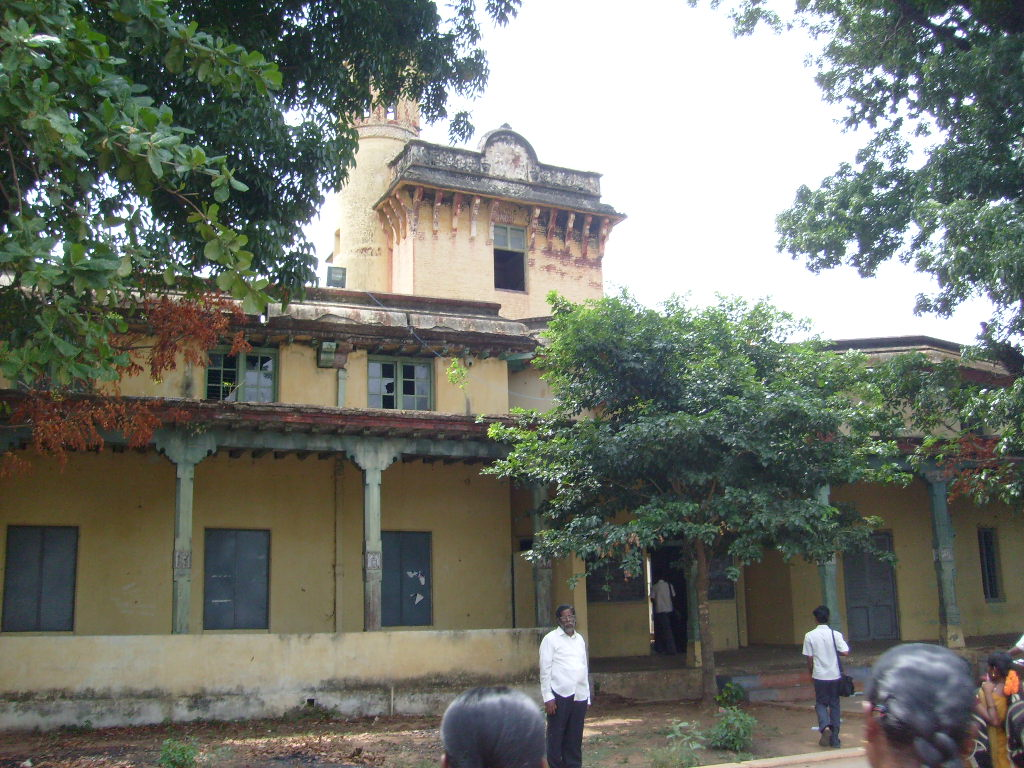
Entrée du Government Arts College de Kumbakonam.

La ville de Kumbakonam, sur la rivière Cauveri, est célèbre pour ses temples et plus généralement décrite comme « le berceau culturel de l'Inde du sud ». Sa réputation et son charme ont amené les Britanniques à y fonder une école provinciale en 1854 sur les rives de la Cauveri, rapidement surnommée « la Cambridge de l'Inde du sud » ; cette école grandit pour devenir une mini-université d'enseignement et de recherche.
Faisant partie des quatre premières institutions universitaires fondées au 19e siècle, le programme de ce college servit de précurseur à l'enseignement universitaire en Inde du Sud. Le  Government Arts College (autonome) de Kumbakonam maintient cette tradition depuis un siècle et demi.
En 1864, il fut élevé au rang de College du second degré, avec comme matières enseignées les Mathématiques, l'Histoire et la Philosophie. Les classes de Bachelor of Arts furent créées en 1867 ; en 1885, un enseignement dans toutes les nouvelles disciplines (à l'exception de la biologie) fut proposé : sciences physiques, logique et sanskrit. De nouveaux bâtiments furent construits en 1871, s'achevant en 1875 avec la construction d'un campanile. En 1966, des cours de troisième cycle furent proposés, avec des Masters et des PhD en tamoul, littérature anglaise, physique et chimie ; il en fut de même dans toutes les autres matières (y compris en informatique) à partir de l'an 2000.
Le college dispose de plus d'installations sportives réputées, parmi lesquelles un club de canoë unique en Inde.

## Étudiants célèbres
Parmi les élèves les plus célèbres du Government Arts College figurent Srinivasa Sastri, Sivaswami Iyer (en) et Srinivasa Ramanujan.